# 러네이 오베어전와
러네이 뮤라트 오베어전와(영어: René Murat Auberjonois, 프랑스어: René Murat Auberjonois 르네 뮈라 오베르조누아[*], 1940년 6월 1일 ~ 2019년 12월 8일)는 미국의 배우이다. 디즈니 애니메이션 영화 《인어 공주》(1989)에서 주방장 루이 역을 연기했다.
폴리스 아카데미 5 - 마이애미 비치 임무에서는 다이아몬드 털이범 조직 두목인 토니 스타크 역을 연기했다.

## 영화
- 릴리스 (1964년 영화)
- 매시 (영화)
- 운명의 맥클라우드
- 환상 속의 사랑
- 킹콩 (1976년 영화)
- 로라 마스의 눈
- 불사신 워커
- 폴리스 아카데미 5 - 마이애미 비치 임무
- 스타 트렉 6: 미지의 세계
- 플레이어 (1992년 미국 영화)
- 배트맨 3: 포에버
- 형사 가제트 (영화)
- 패트리어트: 늪 속의 여우
- 프린세스 다이어리
- 어떤 여자들
- 퍼스트 카우

## 텔레비전
- 제6지대
- 원더우먼 (1975년 드라마)
- 미녀 삼총사
- 부부 탐정
- 제시카의 추리극장
- L.A. 로
- 스타 트렉: 딥 스페이스 나인
- 시카고 메디컬
- 스타게이트 SG-1
- 더 프랙티스
- 프레이저 (시트콤)
- 스타 트렉: 엔터프라이즈
- 보스턴 리걸
- 필라델피아는 언제나 맑음
- 웨어하우스 13
- 크리미널 마인드
- 그레이 아나토미
- NCIS (드라마)
- 1600 펜
- 굿 와이프
- 마담 세크리터리

## 애니메이션
- 마지막 유니콘
- 인어 공주 (1989년 영화)
- 리틀 네모
- 고양이 댄스
- 인어 공주 2
- 피블의 모험 3
- 이집트 왕자 2: 요셉 이야기
- 고양이의 보은

## 애니메이션 시리즈
- 개구쟁이 스머프 (1981년 애니메이션)
- 욕심쟁이 오리아저씨
- 배트맨 (1992년 애니메이션)
- 거북이 특공대 (애니메이션)
- 러그래츠
- 하우스 오브 마우스
- 저스티스 리그 (애니메이션)
- 아바타: 아앙의 전설
- 덕 다저스
- 랜덤! 카툰스
- 아처 (애니메이션)
- 루니 툰 - 벅스 버니와 대피 덕
- 벤 10: 옴니버스
- 완다가 간다
- 어벤져스 어셈블

## 비디오 게임
- 언차티드 2: 황금도와 사라진 함대
- 폴아웃: 뉴 베가스
- 언차티드 3: 황금 사막의 아틀란티스
- 스타 트렉 온라인